# アグネスワールド
アグネスワールド（欧字名:Agnes World、1995年4月28日 - 2012年8月20日）は、日本の競走馬、種牡馬。アメリカ合衆国で生まれ日本で調教された外国産馬で、日本調教馬では初めて日本国外の2か国のG1を制覇し、世界の短距離王と呼ばれた。イギリスの重賞を制した初の日本調教馬でもある。
半兄にスプリンターズステークス勝ち馬のヒシアケボノ、甥に2003年のクイーンアンステークス勝ち馬のDubai Destinationがいる。

## 戦績

### 2歳 - 3歳（1997 - 98年）
1997年、函館開催初日の2レース目の新馬戦（1レース目は牝馬限定だったため牡馬が出走できる最初のレース）でデビュー勝ちを収め、函館3歳ステークスではレコードタイムで勝利。しかしその後骨折し、ぶっつけで挑んだ朝日杯3歳ステークスではグラスワンダーの4着に敗れるが、全日本3歳優駿に挑戦し優勝する。その後、年明けのシンザン記念で2着となった後に再び骨折し1年間休養する。

### 4歳（1999年）
ガーネットステークスで復帰し6着。その後は淀短距離ステークス2着、シルクロードステークス2着、高松宮記念5着と、いずれも芝1200mの競走で勝ちきれないレースが続き、距離が伸びた安田記念では8着に敗れる。7月には北九州短距離ステークス（オープン特別）で、芝1200mを1分6秒5という日本レコードとなるタイムで勝ちを収め、ふたたび軌道に乗り始める。
小倉日経オープンを勝利ののち、イギリスのニューマーケット競馬場、ロバート・アームストロング厩舎にドージマムテキとともに滞在し、前年滞在したシーキングザパールと同じコースで調教された。レース3日前に、ロンシャン競馬場に移動した。アベイ・ド・ロンシャン賞は、ヨーロッパのスプリント戦線の主役を張っていたディクタットやストラヴィンスキーが出走せず、14頭での争いとなった。馬券はドージマムテキと同じ馬主扱いとなり、ドージマムテキ及びアグネスワールドの単勝オッズは7.8倍の4番人気であった。アグネスワールドは好スタートから2番人気のサントマリーヌに次ぐ2番手につけて抜け出し、ゴール寸前で追い込んだインペリアルビューティを短首差退けて勝利、G1勝ちを果たした。表彰式では、馬主名義の渡辺ではなく、共同所有者の一人である吉田照哉が出席した。
帰国後はCBC賞に勝ち、続くスプリンターズステークスでは単勝1番人気に推されるもブラックホークに差され2着に終わる。

### 5歳（2000年）
高松宮記念に出走するが、キングヘイローの3着に終わる。その後イギリスに遠征し、キングズスタンドステークスで単勝8番人気ながら2着になると、続くジュライカップでは単勝1番人気に応えて優勝、海外のG1競走2勝目を挙げた。海外の2つの国でG1競走に勝った初の日本馬となった。帰国後のスプリンターズステークスはダイタクヤマトに逃げ切られ、またしても2着。同年のブリーダーズカップ・スプリント（米G1）8着を最後に引退した。

## 競走成績
以下の内容は、netkeiba.comの情報に基づく。
| 年月日 | 年月日 | 年月日 | 競馬場             | 競走名                   | 格   | 頭数 | オッズ （人気） | オッズ （人気） | 着順 | 騎手     | 斤量 | 距離（馬場）  | タイム （上り3F） | タイム 差 | 勝ち馬/（2着馬）       |
| 1997   | 6.     | 7      | 函館               | 3歳新馬                  |      | 7    | 1.9             | （1人）         | 1着  | 武豊     | 53   | 芝1200m（良） | 1:11.0（35.5）    | -0.8      | （マイネルクラシック） |
|        | 7.     | 27     | 函館               | 函館3歳S                 | GIII | 10   | 2.0             | （2人）         | 1着  | 武豊     | 53   | 芝1200m（良） | R1:09.8（35.2）   | -0.3      | （サラトガビューティ） |
|        | 12.    | 7      | 中山               | 朝日杯3歳S               | GI   | 15   | 12.0            | （3人）         | 4着  | 武豊     | 54   | 芝1600m（良） | 1:34.7（36.8）    | 1.1       | グラスワンダー         |
|        | 12.    | 29     | 川崎               | 全日本3歳優駿            | GII  | 11   |                 | （1人）         | 1着  | 武豊     | 54   | ダ1600m（良） | 1:41.7            | -0.5      | （インテリパワー）     |
| 1998   | 1.     | 18     | 京都               | シンザン記念             | GIII | 15   | 1.4             | （1人）         | 2着  | 武豊     | 57   | 芝1600m（不） | 1:37.7（38.4）    | 0.9       | ダンツシリウス         |
| 1999   | 1.     | 10     | 中山               | ガーネットS              | GIII | 16   | 37.5            | （8人）         | 6着  | 横山典弘 | 55   | ダ1200m（良） | 1:11.1（37.1）    | 0.8       | ワシントンカラー       |
|        | 2.     | 21     | 京都               | 淀短距離S                | OP   | 16   | 3.9             | （3人）         | 2着  | 武豊     | 56   | 芝1200m（良） | 1:09.3（34.7）    | 0.2       | トキオパーフェクト     |
|        | 4.     | 25     | 京都               | シルクロードS            | GIII | 14   | 6.0             | （3人）         | 2着  | 横山典弘 | 56   | 芝1200m（良） | 1:09.0（35.0）    | 0.3       | マイネルラヴ           |
|        | 5.     | 23     | 中京               | 高松宮記念               | GI   | 16   | 4.8             | （2人）         | 5着  | 横山典弘 | 57   | 芝1200m（良） | 1:08.4（34.6）    | 0.4       | マサラッキ             |
|        | 6.     | 13     | 東京               | 安田記念                 | GI   | 14   | 36.8            | （7人）         | 8着  | 武幸四郎 | 58   | 芝1600m（良） | 1:34.6（36.7）    | 1.3       | エアジハード           |
|        | 7.     | 17     | 小倉               | 北九州短距離S            | OP   | 12   | 1.4             | （1人）         | 1着  | 武豊     | 57   | 芝1200m（良） | R1:06.5（34.2）   | -0.7      | （ダイタクカミカゼ）   |
|        | 8.     | 29     | 小倉               | 小倉日経OP               | OP   | 11   | 1.2             | （1人）         | 1着  | 小牧太   | 58   | 芝1200m（良） | 1:07.8（35.0）    | -0.2      | （メイショウアヤメ）   |
|        | 10.    | 3      | ロンシャン         | アベイ・ド・ロンシャン賞 | G1   | 14   |                 | （4人）         | 1着  | 武豊     | 62   | 芝1000m（不） | 1:01.4            | 0.0       | （Imperial Beauty）    |
|        | 11.    | 27     | 小倉               | CBC賞                    | GII  | 17   | 1.2             | （1人）         | 1着  | 武豊     | 59   | 芝1200m（良） | 1:07.5（34.5）    | -0.1      | （マサラッキ）         |
|        | 12.    | 19     | 中山               | スプリンターズS          | GI   | 16   | 2.6             | （1人）         | 2着  | 武豊     | 57   | 芝1200m（良） | 1:08.2（35.0）    | 0.0       | ブラックホーク         |
| 2000   | 3.     | 26     | 中京               | 高松宮記念               | GI   | 17   | 2.7             | （2人）         | 3着  | 武豊     | 57   | 芝1200m（良） | 1:08.7（35.6）    | 0.1       | キングヘイロー         |
|        | 6.     | 20     | アスコット         | キングズスタンドS        | G2   | 23   |                 | （8人）         | 2着  | 武豊     | 59.5 | 芝1000m（良） | 1:13.18           | 0.2       | Nuclear Debate         |
|        | 7.     | 13     | ニューマーケット   | ジュライC                | G1   | 10   |                 | （1人）         | 1着  | 武豊     | 59.5 | 芝1200m（稍） | 1:13.1            | 0.0       | （Lincoln Dancer）     |
|        | 10.    | 1      | 中山               | スプリンターズS          | GI   | 16   | 2.1             | （1人）         | 2着  | 武豊     | 57   | 芝1200m（稍） | 1:08.8（35.4）    | 0.2       | ダイタクヤマト         |
|        | 11.    | 4      | チャーチルダウンズ | BCスプリント             | G1   | 14   |                 | （7人）         | 8着  | 武豊     | 57   | ダ1200m（良） | 1:08.7            | 1.0       | Kona Gold              |

- タイム欄のRはレコード勝ちを示す。

## 引退後
引退後は社台スタリオンステーションで種牡馬となり、リース種牡馬としてイギリス、シャトル種牡馬としてオーストラリアでも供用された。受胎率が低いことで知られ、平均で40%以下、種牡馬生活晩年は20%を下回ることもあった。2009年の繁殖シーズン終了をもって種牡馬を引退し、池田町の新田牧場で余生を送っていた。
2012年8月20日、繋養先の社台スタリオンステーション（北海道勇払郡安平町）にて、腰痛悪化により安楽死の措置が執られた。
日本における後継種牡馬は現れていないが、シャトル先のオーストラリアでの代表産駒Wonderful Worldが2008年から現地で種牡馬入りしている。

### 代表産駒
- Wonderful World（コーフィールドギニー（豪G1）・コーフィールドギニープレリュード（豪G3））
- カズサライン（ファルコンステークス（GIII））
- アグネスジェダイ（東京盃（GII）・サマーチャンピオン（GIII）・さきたま杯（GIII）・北海道スプリントカップ（GIII・JpnIII,2006年・2007年）・クラスターカップ（GIII））

## 特徴・評価
高いスピード能力を持つ一方で、コーナーワークが不得意だったとされる。国際G1競走を2勝しているが、この2勝はどちらもコーナーのない直線レースである。日本国内のGI競走は最後まで勝つことができなかった。
本馬を管理していた調教師の森秀行は、本馬の身体的素質を自動車に喩えて、「桁違いのエンジン」を持っていたと高く評価している。その一方で森は「スタートからアクセル全開で飛ばし（中略）途中でアクセルを緩めることを知らないから、どこかでガス欠を起こして止まってしまう」とも述べ、本馬の気性面に問題があり、ペース配分ができなかったことを指摘している。このため距離は短いほど良く、最適なのは1000メートル戦で、「1200メートルでもちょっと長いかなというぐらい」だったという。

## 血統表
| アグネスワールドの血統            | アグネスワールドの血統                  | アグネスワールドの血統           | （血統表の出典）                 | （血統表の出典） |
| 父系                              | ダンジグ系（ノーザンダンサー系）        | ダンジグ系（ノーザンダンサー系） | ダンジグ系（ノーザンダンサー系） | [ § 2 ]          |
| 父 Danzig 1977 鹿毛 アメリカ      | 父の父Northern Dancer 1961 鹿毛 カナダ  | Nearctic                         | Nearco                           | Nearco           |
| 父 Danzig 1977 鹿毛 アメリカ      | 父の父Northern Dancer 1961 鹿毛 カナダ  | Nearctic                         | Lady Angela                      |                  |
| 父 Danzig 1977 鹿毛 アメリカ      | 父の父Northern Dancer 1961 鹿毛 カナダ  | Natalma                          | Native Dancer                    | Native Dancer    |
| 父 Danzig 1977 鹿毛 アメリカ      | 父の父Northern Dancer 1961 鹿毛 カナダ  | Natalma                          | Almahmoud                        |                  |
| 父 Danzig 1977 鹿毛 アメリカ      | 父の母Pas de Nom 1968 黒鹿毛 アメリカ   | Admiral's Voyage                 | Crafty Admiral                   | Crafty Admiral   |
| 父 Danzig 1977 鹿毛 アメリカ      | 父の母Pas de Nom 1968 黒鹿毛 アメリカ   | Admiral's Voyage                 | Olympia Lou                      |                  |
| 父 Danzig 1977 鹿毛 アメリカ      | 父の母Pas de Nom 1968 黒鹿毛 アメリカ   | Petitioner                       | Petition                         | Petition         |
| 父 Danzig 1977 鹿毛 アメリカ      | 父の母Pas de Nom 1968 黒鹿毛 アメリカ   | Petitioner                       | Steady Aim                       |                  |
| 母 Mysteries 1986 黒鹿毛 アメリカ | 母の父Seattle Slew 1974 黒鹿毛 アメリカ | Bold Reasoning                   | Boldnesian                       | Boldnesian       |
| 母 Mysteries 1986 黒鹿毛 アメリカ | 母の父Seattle Slew 1974 黒鹿毛 アメリカ | Bold Reasoning                   | Reason to Earn                   |                  |
| 母 Mysteries 1986 黒鹿毛 アメリカ | 母の父Seattle Slew 1974 黒鹿毛 アメリカ | My Charmer                       | Poker                            | Poker            |
| 母 Mysteries 1986 黒鹿毛 アメリカ | 母の父Seattle Slew 1974 黒鹿毛 アメリカ | My Charmer                       | Fair Charmer                     |                  |
| 母 Mysteries 1986 黒鹿毛 アメリカ | 母の母Phydilla 1978 鹿毛 アメリカ       | Lyphard                          | Northern Dancer                  | Northern Dancer  |
| 母 Mysteries 1986 黒鹿毛 アメリカ | 母の母Phydilla 1978 鹿毛 アメリカ       | Lyphard                          | Goofed                           |                  |
| 母 Mysteries 1986 黒鹿毛 アメリカ | 母の母Phydilla 1978 鹿毛 アメリカ       | Godzilla                         | Gyr                              | Gyr              |
| 母 Mysteries 1986 黒鹿毛 アメリカ | 母の母Phydilla 1978 鹿毛 アメリカ       | Godzilla                         | Gently F-No.6-b                  |                  |
| 母系(F-No.)                       | 6号族(FN:6-b)                           | 6号族(FN:6-b)                    | 6号族(FN:6-b)                    | [ § 3 ]          |
| 5代内の近親交配                   | Northern Dancer2×4                      | Northern Dancer2×4               | Northern Dancer2×4               | [ § 4 ]          |
| 出典                              | 1. 2. 3. 4.                             | 1. 2. 3. 4.                      | 1. 2. 3. 4.                      | 1. 2. 3. 4.      |